# جلوة حورانية
الجلوة الحورانية أو المردن الحوراني (باللاتينية: Atractylis auranitica) نوع نباتي يتبع جنس الجلوة من الفصيلة النجمية.

## الموئل والانتشار
ينتشر في بلاد الشام.